# Kasteel van Dénia
Het kasteel van Dénia (Spaans: 'Castillo de Denia') is een kasteel in de Spaanse stad Dénia, gelegen op de rotsachtige heuvel Monte Diana met uitzicht op de stad en de Middellandse Zee. Het kasteel werd gebouwd door de Almoravieden in de 11e en 12e eeuw.
Sinds 1952 is het gemeentelijk bezit. Het kasteel is open voor het publiek en is het populairste monument en een van de symbolen van de stad geworden. Het kasteel herbergt een archeologisch museum met voorwerpen uit de vroegste geschiedenis van Dénia.